# Pardubice
Pardubice (pronunciado /ˈpardubɪtsɛ/ (escucharⓘ); en alemán: Pardubitz, pronunciado /paːʁˈdyːˈbɪt͡s/) es la capital de la Región de Pardubice de la República Checa. Situada a orillas del río Elba. Pardubice está 104 km al este de Praga.

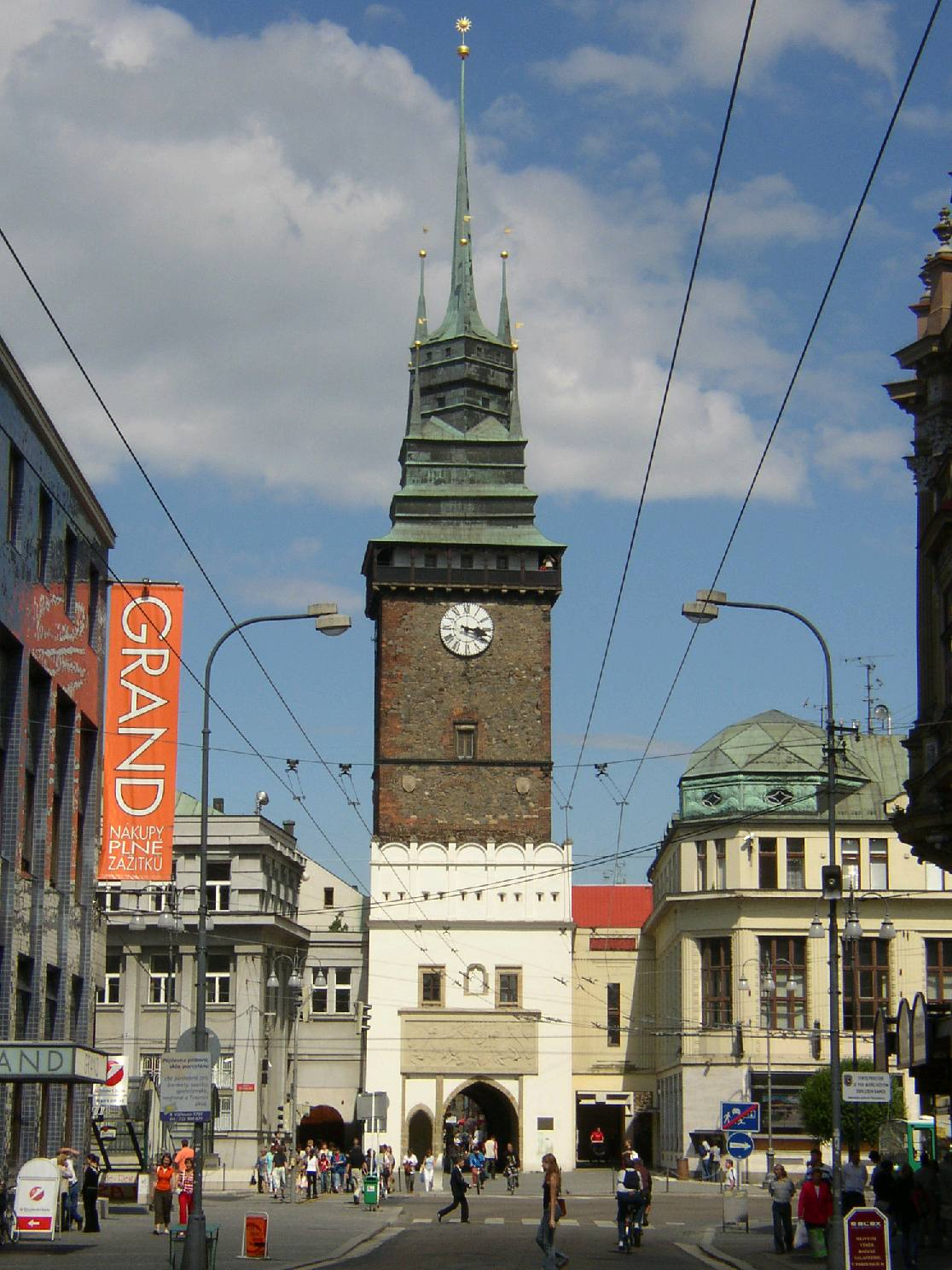
La Puerta Verde

La ciudad se fundó alrededor de 1340 en un lugar en el que existía un monasterio desde principios del siglo XIII.
Pardubice es un importante centro industrial: allí se encuentra la factoría química Synthesia (que fabrica Semtex, un explosivo plástico), la refinería petrolífera Páramo, una fábrica de maquinaria pesada y una planta de equipamientos electrónicos de compañía Foxconn.